# Курське (Єсільський район)
Ку́рське (каз. Курское) — село у складі Єсільського району Акмолинської області Казахстану. Входить до складу Дворічного сільського округу.
Населення — 574 особи (2021; 923 у 2009, 1064 у 1999, 1156 у 1989).
Національний склад станом на 1989 рік:
- росіяни — 45 %.